# Monasterio de Poblet
El Real Monasterio de Santa María de Poblet (en catalán: Reial Monestir de Santa Maria de Poblet) o, simplemente monasterio de Poblet, es el prototipo de abadía cisterciense española.
Localizado en la comarca de la Cuenca de Barberá, en el término municipal de Vimbodí y Poblet, en Tarragona (España), el primer cenobio fue impulsado y patrocinado por Ramón Berenguer IV, conde de Barcelona, que lo entregó a los monjes bernardos de la abadía de Fontfroide en el año 1149. Fue panteón real de la Corona de Aragón, desde finales del siglo XIV hasta la extinción de la casa real de Aragón en el siglo XV.
Enriquecido con distintas donaciones, alcanzó su máximo esplendor en el siglo XIV, y su total decadencia y abandono en 1835 como consecuencia de la desamortización de Mendizábal. En 1930 se inició su restauración, de forma que en 1935 pudo dedicarse nuevamente la iglesia al culto, y en 1940 retornaban a su abadía algunos monjes. No todos los espacios pueden visitarse, por ser dependencias en clausura utilizadas por los cistercienses que de nuevo ocupan el monasterio.
En 1991 fue declarado por la Unesco Patrimonio de la Humanidad. Poblet, junto con Guadalupe, El Escorial, San Millán de Yuso y San Millán de Suso son los monasterios en España que gozan de este título.

## Historia

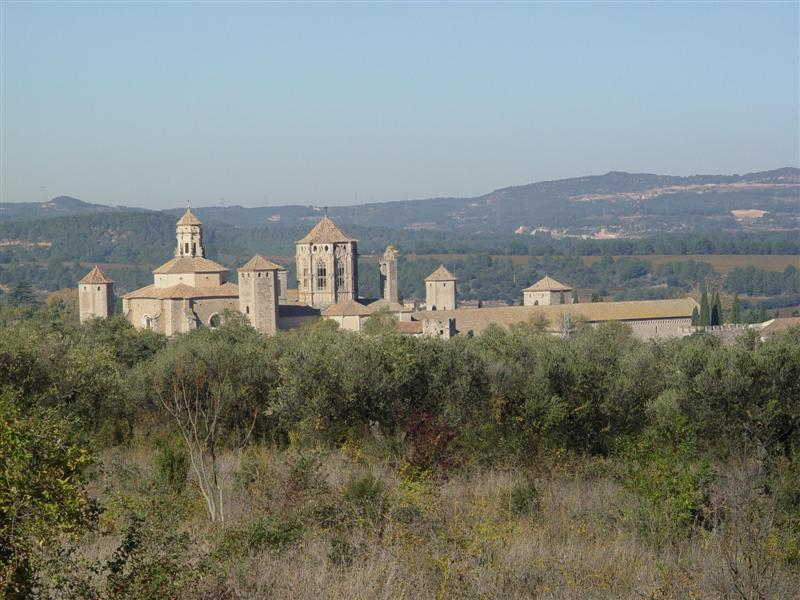
Monasterio de Poblet

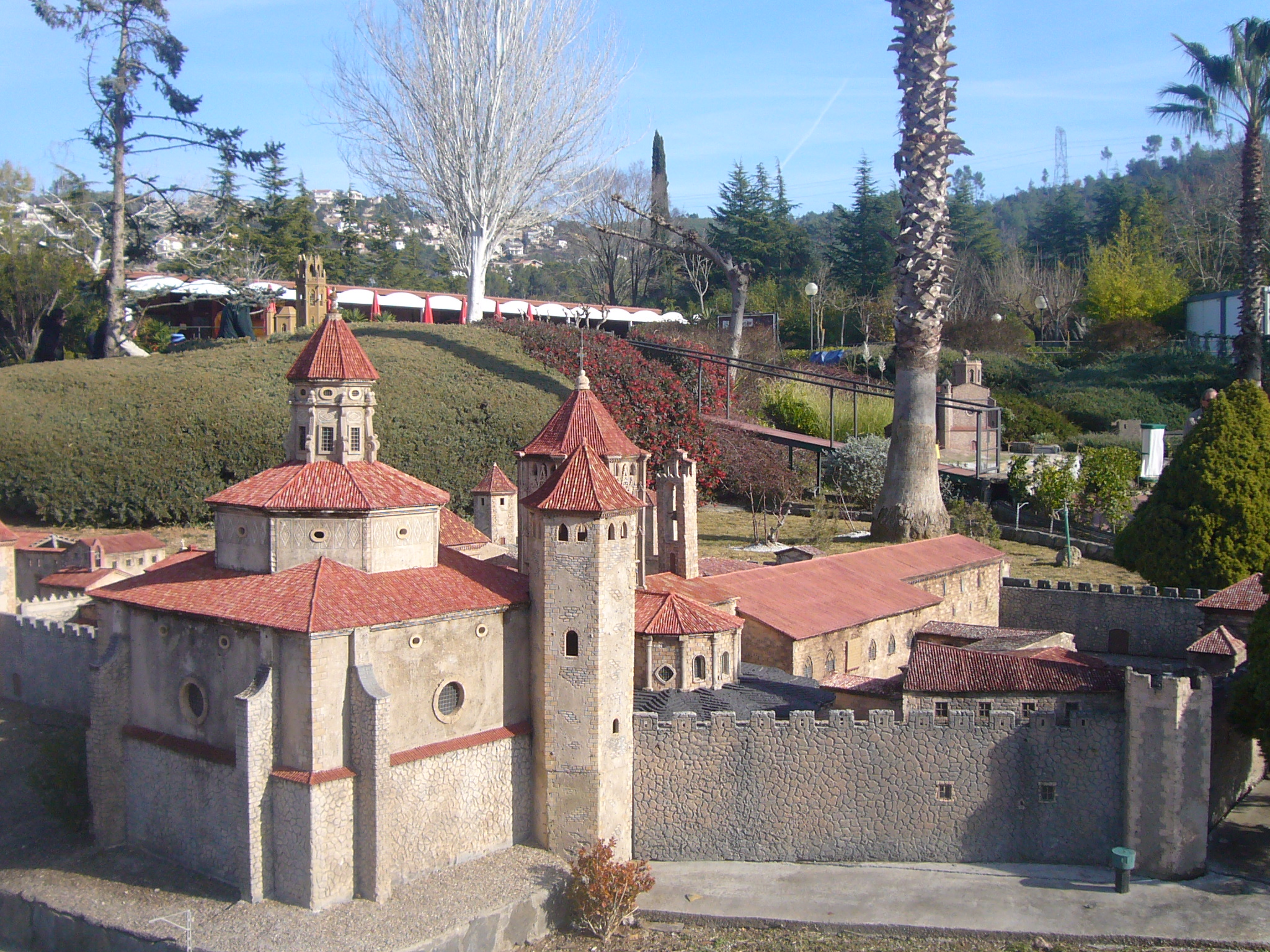
Maqueta del monasterio, en Cataluña en Miniatura

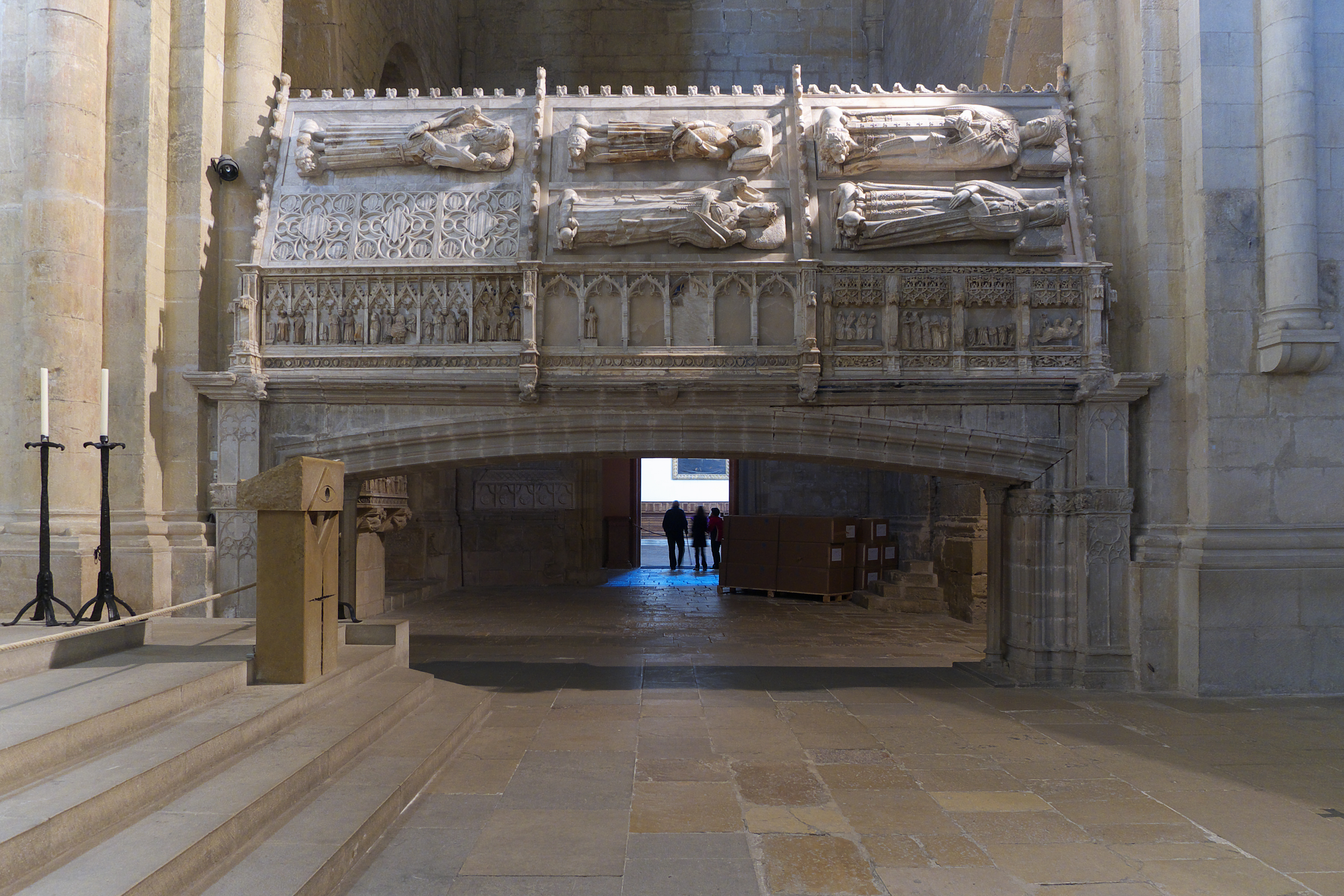
Sepulcros reales del monasterio, donde fue enterrado Juan II de Aragón

La etimología del término Poblet deriva del latín populetum (alameda). El lugar fue siempre muy rico en vegetación y bosque de estos árboles (los álamos), lo que dio lugar a que en 1984 fuera declarado Paraje Natural de Interés Nacional, con 2100 hectáreas y 50 fuentes naturales.
El monasterio de Poblet fue una fundación del conde de Barcelona Ramón Berenguer IV que alrededor del año 1150 donó las tierras de Populetum a la abadía francesa de Fontfroide (o Fontfreda) en el momento en que era abad Sancho I de Provenza. Fontfroide era filial de Claraval y estaba cerca de Narbona. Estas tierras que se ofrecieron son las situadas en la Cuenca de Barberá, en el término municipal de Vimbodí, cerca de Espluga de Francolí con las montañas de Prades como telón de fondo. El enclave tenía las condiciones recomendadas por el Císter para la fundación de un monasterio: podía estar aislado, con agua abundante y un extenso entorno para la agricultura.
Con la fundación de este monasterio sumaron cuatro las grandes abadías cistercienses: Claraval (en el valle de Absinthe (Francia), la Gran Selva (en Languedoc), Fontfreda (cerca de Narbona) y Poblet. La primera comunidad se estableció bajo el mandato del abad Guerau, en 1153. En documentos que se conservan se data una donación de los vizcondes de Cardona dos años antes, 1151. Durante siglos fueron frecuentes las donaciones tanto de reyes como de familias de la nobleza. Gracias a estos documentos sobre las distintas donaciones y regalos se ha podido ir siguiendo el estado de las obras de construcción y el acabado de las dependencias del claustro o de los tramos de la iglesia. En un testamento de 1184 se dice que el templo estaba aún en obras; otro documento del mismo año se refiere a un donativo del rey para las luminarias del altar de Santa María, lo que hace suponer que al menos el presbiterio ya tenía culto.
En 1340 Pedro el Ceremonioso mandó crear el panteón real y nobiliario en el que llegó a haber hasta 16 yacentes. La elección de sepultura iba aparejada a importantes donaciones: tierras, hombres y dinero. Además se construyeron capillas privadas como las de Urgel y Argensola. Los linajes más importantes de Cataluña se ocuparon del monasterio en gran medida: Condes de Urgel, Cervera, Cardona, Puigvert, Boixadors.
El monasterio de Poblet había estado desde su fundación bajo la protección y el patronazgo de los reyes. La relación con los reyes continuó tras la unión de las coronas de Aragón y de Castilla: en 1493 tuvo lugar una visita de los Reyes Católicos, acompañados del infante don Juan y también de Juan y Fernando, hijos cristianizados de uno de los últimos reyes de Granada. De la visita de los Reyes Católicos quedó memoria, sobre todo, gracias a las cien doncellas que acompañaban a la reina Isabel, que a pesar de hospedarse fuera del primer recinto monástico no dejarían de alterar la vida del lugar. Las famosas cien damas de la reina Isabel se hospedaron en uno de los salones del palacio abacial.
El humanista Jerónimo Münzer visitó el monasterio en 1494 y quedó impresionado por su arquitectura y su riqueza, así como por el gran número de monjes que lo habitaban. Al extinguirse la Casa Real de Aragón comenzó su gran decadencia aunque algunos abades intentaran en el Renacimiento dotarlo de obras nuevas. Así el abad Caixal contrató al escultor Damián Forment para realizar el retablo de la capilla mayor en piedra (1526-1531), obra realmente excepcional cuyo coste fue tan desmesurado que provocó la sublevación de los monjes en contra de su abad a quien condenaron a reclusión perpetua con los cargos de «dilapidación y falta de observancia».

### Edad Contemporánea
Con los cambios políticos del siglo XIX y las guerras civiles, el monasterio se vio en proceso de decadencia. En el año 1822 se pusieron a la venta sus propiedades y los monjes fueron expulsados por los somatenes liberales que estaban en guerra contra los absolutistas. Después el monasterio quedó abandonado a su suerte y durante dos años sufrió incendios y saqueos, aunque antes se habían retirado los tesoros de joyería. En 1825, durante el decenio ominoso de Fernando VII, los monjes volvieron y trataron de restablecer el orden, restaurar los desperfectos y recuperar algo de lo robado. Pero las luchas entre liberales y absolutistas continuaban y las consecuencias fueron fatales para muchos enclaves monásticos de Cataluña. En 1833 y durante la primera guerra carlista las columnas volantes de los ejércitos fijaron su residencia en el monasterio. Violaron las tumbas quemando los ropajes que encontraron dentro en busca de oro y piedras preciosas. Más tarde fueron recuperados bastantes volúmenes y documentos y los restos de las tumbas fueron llevados a Tarragona para su custodia. Temiendo lo peor, los frailes jóvenes y liberales, seguidos por los más ancianos, decidieron exclaustrarse y se refugiaron en casas particulares. Sacaron del monasterio los enseres más valiosos y transportables entregándolos en custodia a particulares; casi todo se perdió. En el monasterio quedó la biblioteca, los archivos y las tumbas reales a la espera de un nuevo saqueo y profanación.
El saqueo, los incendios y la desidia habían convertido el complejo en un lugar de ruinas olvidadas. En el año 1930 se creó el Patronato de Poblet para ayudar a recuperar las viejas piedras y obras de arte que aún quedaran. También se creó una Hermandad de Amigos del Monasterio. Con estas ayudas se pudo recuperar gran parte del edificio y en 1940 ya pudo afincarse en él un grupo de cuatro monjes cistercienses italianos.
En la actualidad continúan habitándolo los monjes del Císter que cuidan del lugar, rezan y mantienen una pequeña huerta. Regentan además una hospedería que da cabida a doce huéspedes varones que necesiten un retiro espiritual, a cambio de lo cual reciben la limosna voluntaria que cada uno quiera dar (en muchos monasterios españoles existe este tipo de hospedería).

## Organización del monasterio
Poblet es uno de los grandes y mejores ejemplos de monasterios del Císter. El historiador general de la orden, el padre Manrique dice en su obra:

Populetum… toto orbe christiano nulli secundum.

Desde el principio de su fundación se tuvo el propósito de que el monasterio abarcara una zona de cultivo ejemplar en que se encontraran dentro de la propiedad, granjas (las llamadas grangiae) con agua abundante como en la de La Pena y bosque para explotar como en la granja del (bosque de Castellfollit). Cada una de las granjas estaba gobernada y dirigida por un monje que a su vez estaba al frente de la familia compuesta por legos, guardas rurales, hortelanos, etc. A finales del siglo XII el monasterio era el dueño de diecisiete granjas.
Poblet llegó a reunir todo lo necesario para su subsistencia sin tener que salir del recinto. Constituía una verdadera y completa población al estilo de Cîteaux y Claraval. Además de las dependencias obvias y primarias de cualquier monasterio, Poblet contó con enfermería, farmacia, cementerios, jardín de plantas aromáticas, molinos, panaderías, e incluso un calabozo ya que el abad tenía la potestad de un señor feudal.

### Casas, propiedades y derechos
El monasterio llegó a ser dueño de multitud de casas cistercienses en las poblaciones más importantes de la Corona de Aragón. Las filiales de mayor envergadura fueron:
- Monasterio de Piedra en Aragón
- Monasterio de Benifasar en el municipio de Puebla de Benifasar (Castellón)
- Monasterio de la Real en Mallorca
- Priorato de San Vicente en Valencia
- Monasterio de Nazaret en Barcelona
- Tallat en el límite de Tarragona con Lérida

Extendió su jurisdicción sobre siete baronías con la inclusión de sesenta pueblos. Tenía el derecho de designar el alcalde o batlle de diez villas que dependían de él. Poseía además como gran magnate que era los señoríos de
- Castillo y villa de Verdú
- Castillo de Monargues[19]

Tenían además derecho de pastoreo en las tierras reales, lo mismo que en las salinas de Cardona y en las pesquerías de Ampurias.

### El abad y los monjes
Los abades de Poblet llegaron a abarcar un poder jurisdiccional inmenso que no solo se extendía sobre sus monasterios y posesiones sino que además eran vicarios generales del Císter en los reinos de Aragón y Navarra. En las Cortes de Cataluña tenían un lugar destacado y hasta llegaron a obtener el cargo de diputado de la Generalidad. El rey Pedro IV el Ceremonioso otorgó a los abades (o en su ausencia a los monjes delegados) el privilegiado cargo de limosnero real en la Corte. Ejercían el alto honor de acompañar al rey en sus empresas y en sus batallas de conquista, siendo con frecuencia sus consejeros o sus embajadores. Pedro II otorgó el título de Notario real al monje con cargo de archivero. Tanto el abad como los monjes estaban exentos de juramento en los pleitos y juicios ya que se suponía que su palabra valía más que un juramento. Esta concesión fue una gracia que recibieron de Alfonso II. Un mandato de Jaime I de 1222 decía que en cada una de las propiedades del monasterio de Poblet se tenía derecho a enarbolar la insignia real en señal de estar bajo la protección del rey.

## Construcción del monasterio

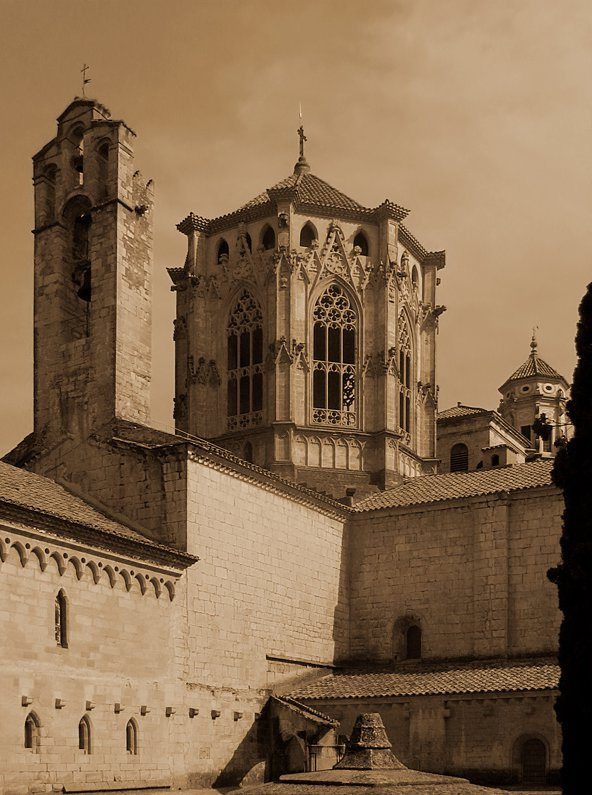
Monasterio de Poblet

La construcción de este monasterio cisterciense tal y como ha llegado a nuestros días comenzó aproximadamente sobre el año 1163, es decir a los diez años de su fundación, tal y como se venía haciendo siempre. Está documentado que en este año de 1163 Arnau de Bordells hizo una donación para la construcción definitiva en piedra y el señor de Espluga Jussana, Ramón de Cervera extendió una autorización a los monjes para que pudieran

...extraer la piedra necesaria para construir el monasterio y sus dependencias.

Los edificios del Císter tenían muy en cuenta el enclave y su entorno. Uno de los condicionantes que más se respetaba era la existencia próxima de una corriente de agua de la cual se extraían los canales necesarios que hacían pasar por el propio y definitivo complejo monástico. En el momento de la fundación de un monasterio cisterciense se erigían provisionalmente una serie de estancias adecuadas para la vida comunitaria en espera del gran edificio definitivo que solía construirse pasados unos diez años y a veces veinte. También podía ocurrir que existiese ya algún tipo de edificación antigua y modesta donde los monjes empezaban su andadura. Cuando se iniciaban las grandes obras en piedra, se construía deprisa una pequeña capilla que generalmente quedaba después como capilla de enfermería, y en algunos casos como en el monasterio de Poblet, tenía incluso adosado un pequeño claustro, llamado aquí claustrillo de San Esteban o de la Enfermería, nombre del santo a quien está dedicada la iglesita. La capilla de San Esteban se dedicó después a capilla funeraria. Esta construcción y su claustro constituyen el núcleo más antiguo (siglo XII) de todo el recinto.
Mientras los monjes vivían en este núcleo descrito, se fue alzando la definitiva iglesia, entre los años 1162 y 1196. En 1200 estaba ya terminado el muro norte colindante con la panda sur del claustro. Tras estas obras se debió construir la primitiva sala capitular (que se transformaría años más tarde), la sacristía antigua, el locutorio y el dormitorio de monjes en el piso de arriba. A mediados del siglo XIII se hicieron ampliaciones y renovaciones tal y como se documenta en escritos conservados de donaciones y testamentos.
En 1225 y 1234 se habla de la obra del refectorio de conversos; otro documento de 1243 señala la obra del dormitorio. De esto se deduce que a mediados del siglo XIII ya estarían levantados al menos tres de los cuatro lados del claustro. Donaciones hechas en 1249 y 1250 dejan bien claro que eran para las obras del «nuevo capítulo» y ornamentación de la «sacristía nueva» y «nuevo dormitorio», es decir para sustituir o remodelar las antiguas estancias de finales del siglo XII. 
El monasterio se amplió en el siglo XIV con las obras del atrio del obispo Copons, la bodega (en sustitución del dormitorio de legos) y el dormitorio de monjes jubilados. A finales de este mismo siglo se construyó el complejo del llamado palacio del rey Martín el Humano. Entre los años 1789-1792 se construyó la sacristía nueva adosada al muro sur de la iglesia y ocupando un sector de la línea de la muralla.

## El complejo monástico
Todo el conjunto monástico está conformado por tres recintos bien diferenciados y comunicados entre sí por unas puertas de acceso. Pasada la actual carretera de L’Espluga de Francolí (que antaño fue el paseo de San Bernardo, propiedad de los monjes) se llega a las inmediaciones del primer recinto.

### Primer recinto

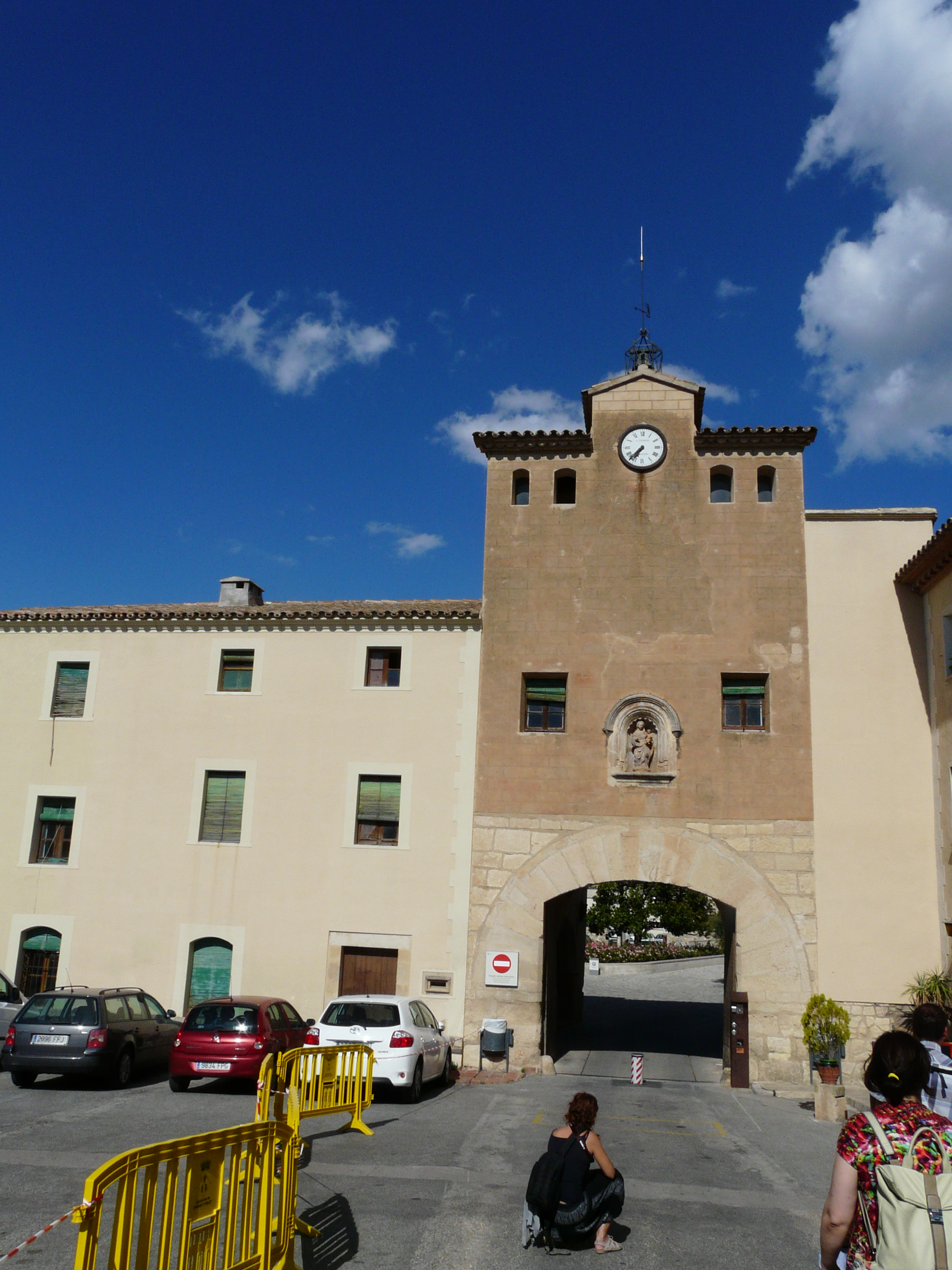
Puerta de Prades por la que se entra al primer recinto

Se entra a este recinto por la Puerta de Prades; es de arco de medio punto con grandes dovelas en la parte exterior, y de arco apuntado por su cara interior. Sobre la puerta se encuentra un nicho con una imagen de la Virgen María como advocación del monasterio. Muestra también el escudete del abad Fernando de Lerín (1531-1545), la jarra con azucenas o lirios (símbolo de pureza) y las iniciales PO que se refieren a Poblet.
En este primer recinto había un espacio donde estaban las habitaciones de los labradores, obreros, legos y demás “familia” del monasterio. El abad Guimerá (1564-1583) había mandado construir un pozo, un abrevadero y unas conducciones de agua y para constancia de su mandato se imprimió su escudo en piedra: dos fajas rojas en campo de oro. Todavía subsiste la casa del monje portero que fue edificada en tiempos del abad Fernando Lerín, cuyo escudo también se conserva.

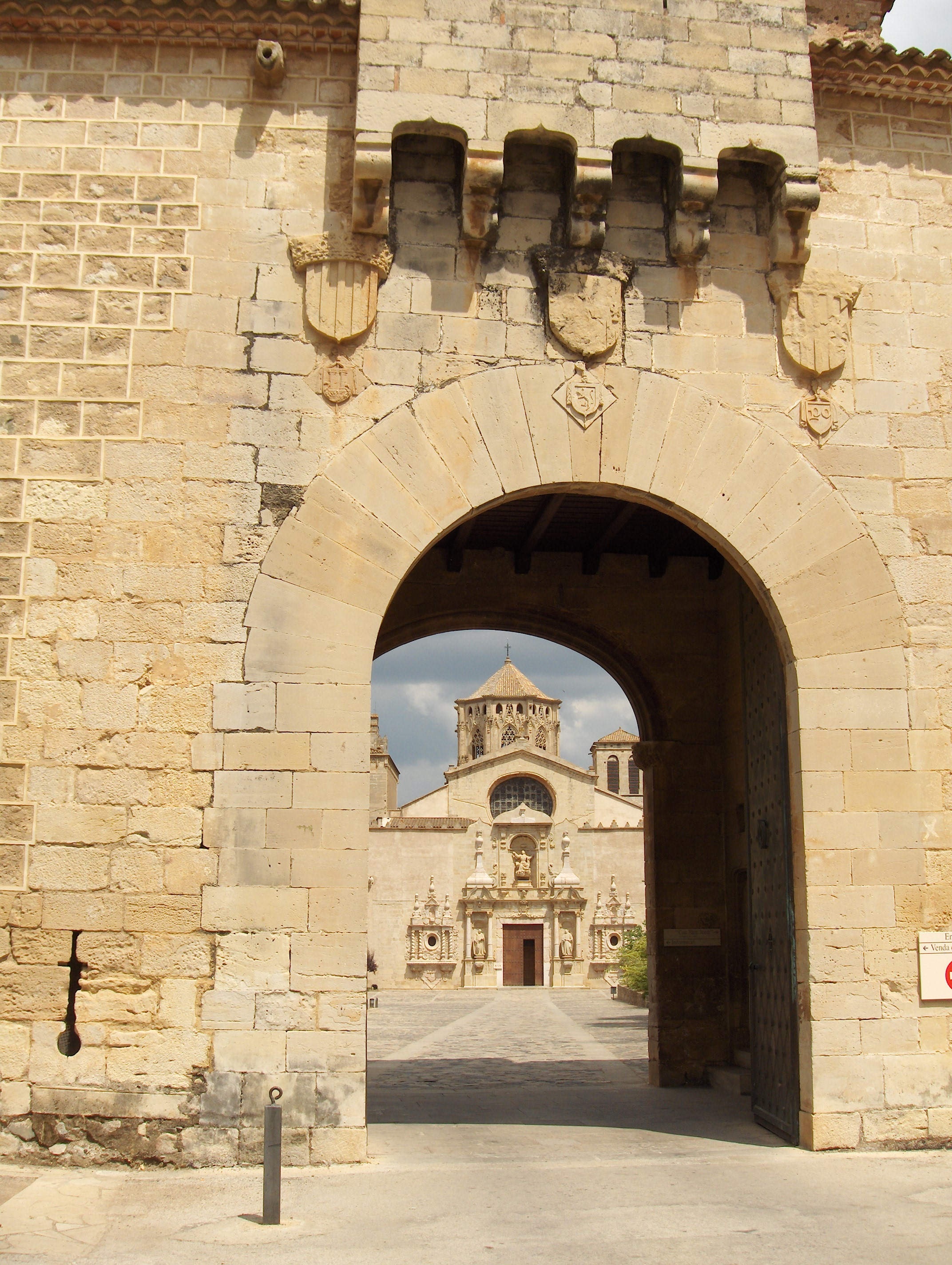
Puerta Dorada, al fondo la puerta barroca de la iglesia

Después de pasar una alameda se llega a la puerta de acceso al segundo recinto. Se llama Puerta Dorada haciendo alusión al chapeado de planchas de bronce que la recubrían y que fueron doradas por voluntad de Felipe II en 1564 cuando pasó la Semana Santa en este monasterio. Se construyó esta puerta bajo los prioratos de los abades Delgado y Juan Payo Coello (1480-1499) y es un ejemplo de puerta castrense. Los escudetes de estos dos abades están situados en la fachada bajo los otros escudos de mayor tamaño con las divisas de la Corona de Aragón, Sicilia y Castilla, que hacen alusión a los reyes Juan II y Fernando el Católico. La construcción de la puerta debió terminarse en 1493 para recibir en ella a los Reyes Católicos que en ese año visitaron el monasterio acompañados de sus hijos el infante Juan y las infantas Juana, Isabel y Catalina.Estas tres infantas llegaron a ser reinas de España, Portugal e Inglaterra respectivamente.
Ante esta puerta tenía lugar la ceremonia de bienvenida a los reyes que visitaban Poblet. Se preparaban ricos reclinatorios y una vez arrodillados, el abad les daba a besar el Lignum Crucis. A continuación marchaban en procesión bajo palio, entonando el Te Deum y acompañados de su séquito y de los monjes de la comunidad. Habían entrado en el 2º recinto a través de la Puerta Dorada y en la capilla de Santa Catalina volvían a pararse para orar antes de entrar definitivamente en el recinto de la clausura.

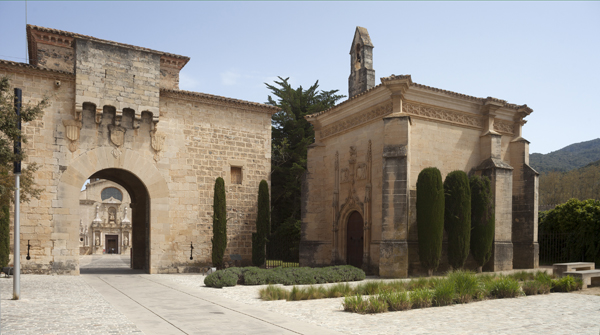
Capilla de san Jorge junto a la puerta Dorada

Junto a la puerta citada se halla la capilla de San Jorge mandada construir por Alfonso V de Aragón el Magnánimo, en acción de gracias por la victoria obtenida en la conquista de Nápoles en 1442, en tiempos del abad Conill. Se llama capilla de San Jorge pero en realidad está consagrada a la Virgen del Rosario, San Miguel Arcángel y San Jorge porque se supone que los tres fueron protectores del rey en la conquista de Nápoles. Las tres representaciones escultóricas de estos protectores estaban situadas en el desaparecido retablo de la capilla. La capilla de San Jorge es de planta cuadrada, con puerta gótica flanqueada por columnas que terminan en pináculos. La fachada ostenta los escudos reales de Alfonso V de Aragón, y de Nápoles más el escudete del abad Conill (con un conejo labrado como símbolo de su nombre) sostenido por dos tenantes. Tiene bóveda de crucería en estrella.
Atravesando la Puerta Dorada se llega al 2º recinto.

### Segundo recinto

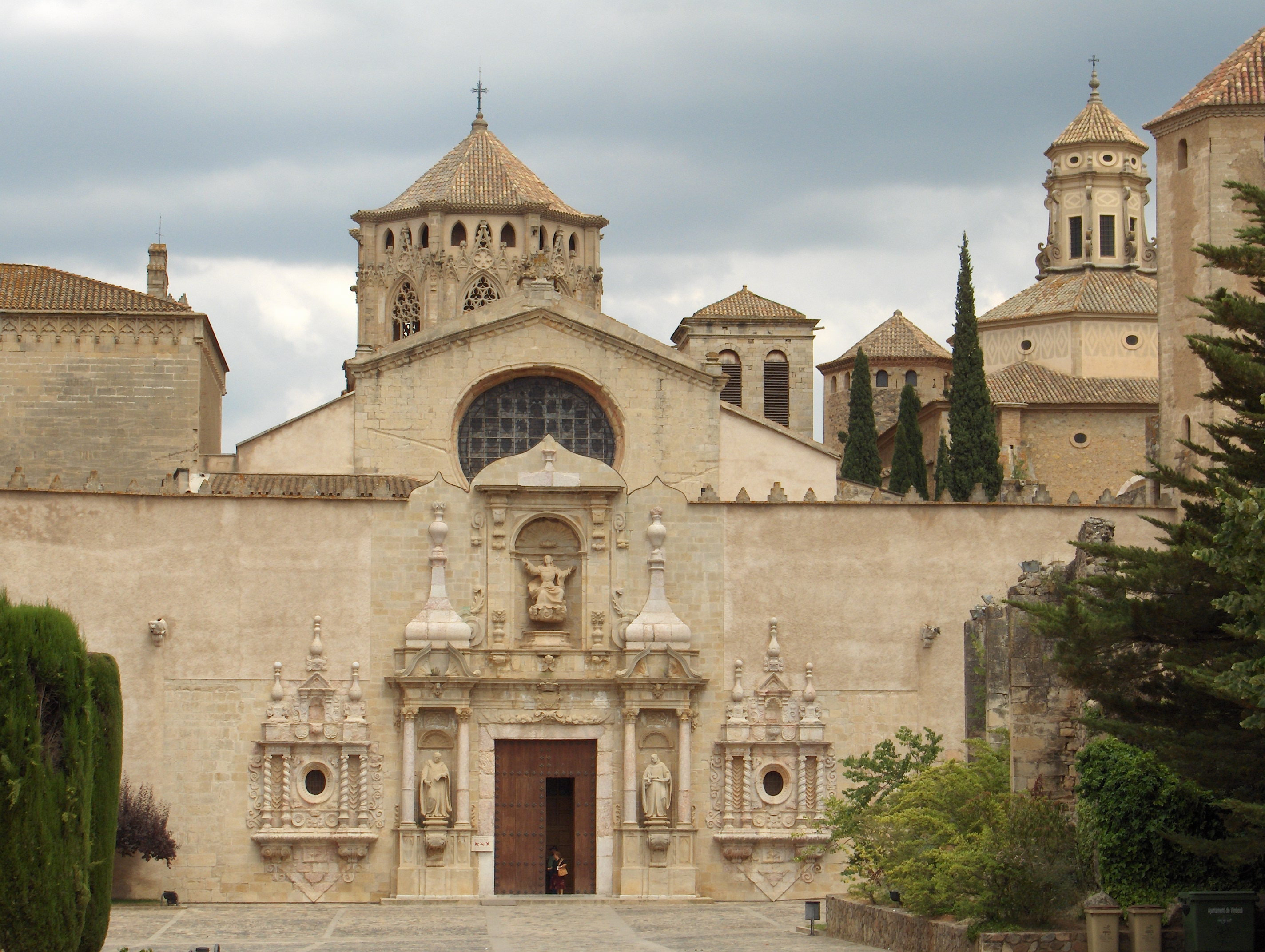
Puerta barroca de la iglesia

Una vez traspasada la Puerta Dorada se llega a una gran plaza Mayor de planta irregular donde se conservan algunos vestigios de edificios antiguos. En línea recta con la puerta y al fondo, se ve la puerta de acceso al atrio de la iglesia del monasterio, abierta en la muralla que rodea el 3º recinto. Es una puerta barroca del siglo XVII que mandó edificar el duque de Cardona en 1670. Da entrada al atrio o galilea que era desde donde se entraba a la iglesia cuando la clausura era estricta. A ambos lados de la puerta están colocadas las estatuas de San Benito y San Bernardo, más la imagen de la Virgen en una hornacina. A sus costados se abrieron unos óculos con mucha ornamentación barroca y columnas salomónicas. En medio de la plaza y frente a esta puerta se alza la gran cruz en piedra del abad Guimerá del siglo XVI sobre un podio de cuatro escalones.
Al norte de la plaza se ve una capilla muy austera que en 1251 se dedicó a santa Catalina. La mandó construir Ramón Berenguer IV y era el lugar donde oraban los visitantes de honor antes de acceder a la clausura. Durante muchos años guardó la imagen de la Virgen de los Cipreses. Se accede al interior por una puerta románica muy sencilla; está cubierta por bóveda de cañón apuntada.
Otras edificaciones dentro de la gran plaza que en su día fueron importantes, son:
- Hospedería, hacia el sur (quedan solo vestigios).
- Palacio moderno abacial, edificio comenzado por el abad Francisco Oliver de Boteller en 1583. El corredor o galería (obra de Genover, 1732) daba directamente a la iglesia. Cuando se construyó este palacio estaba todavía en zona de huertas, fuera del recinto de clausura.
- Hospital de pobres, construido en 1207 gracias a los donativos de Bernardo de Granyena.
- Palacio antiguo abacial, donde se alojaron las damas que iban en el séquito de Isabel la Católica cuando visitó el monasterio con su familia.[24]

### Tercer recinto

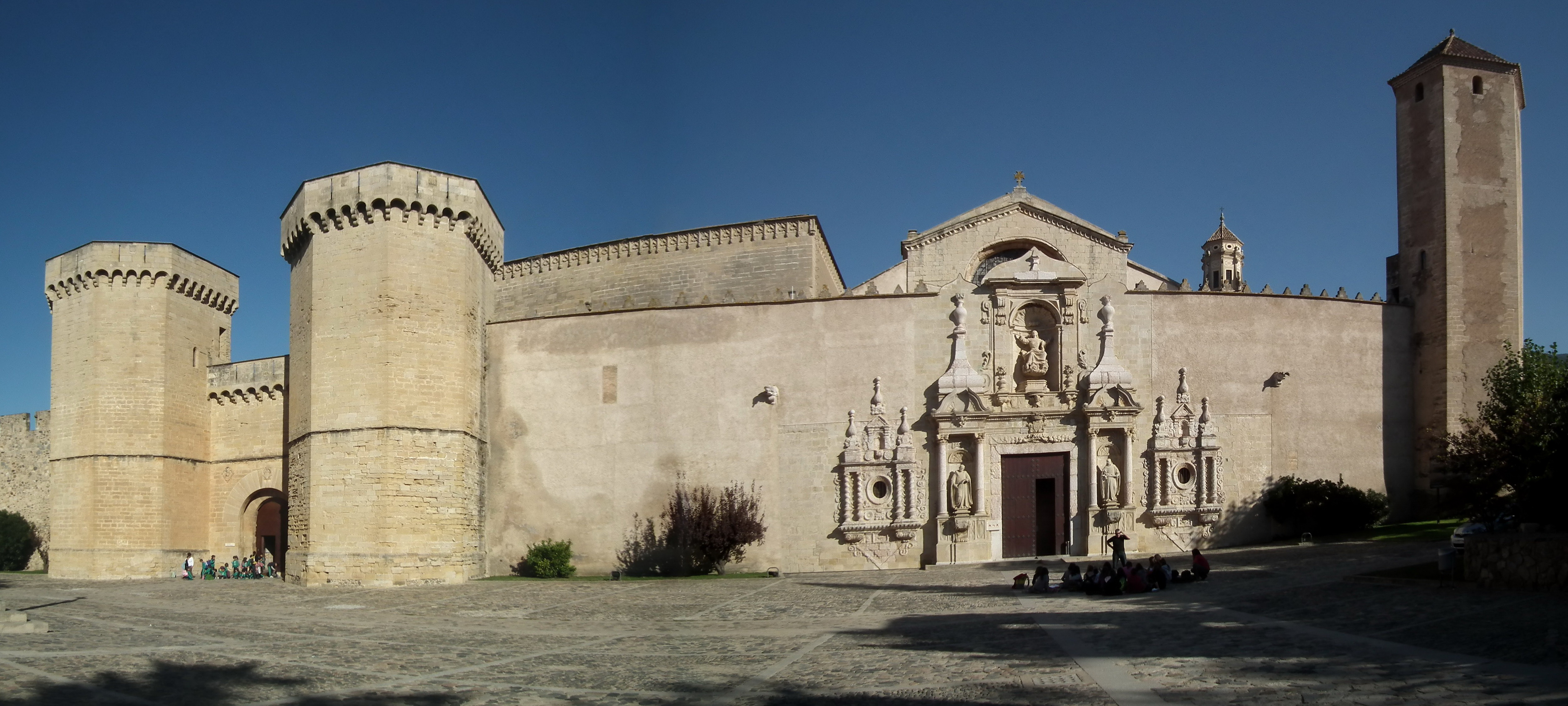
A la izquierda Puerta Real, encajonada entre dos torres, y puerta barroca de acceso a la iglesia

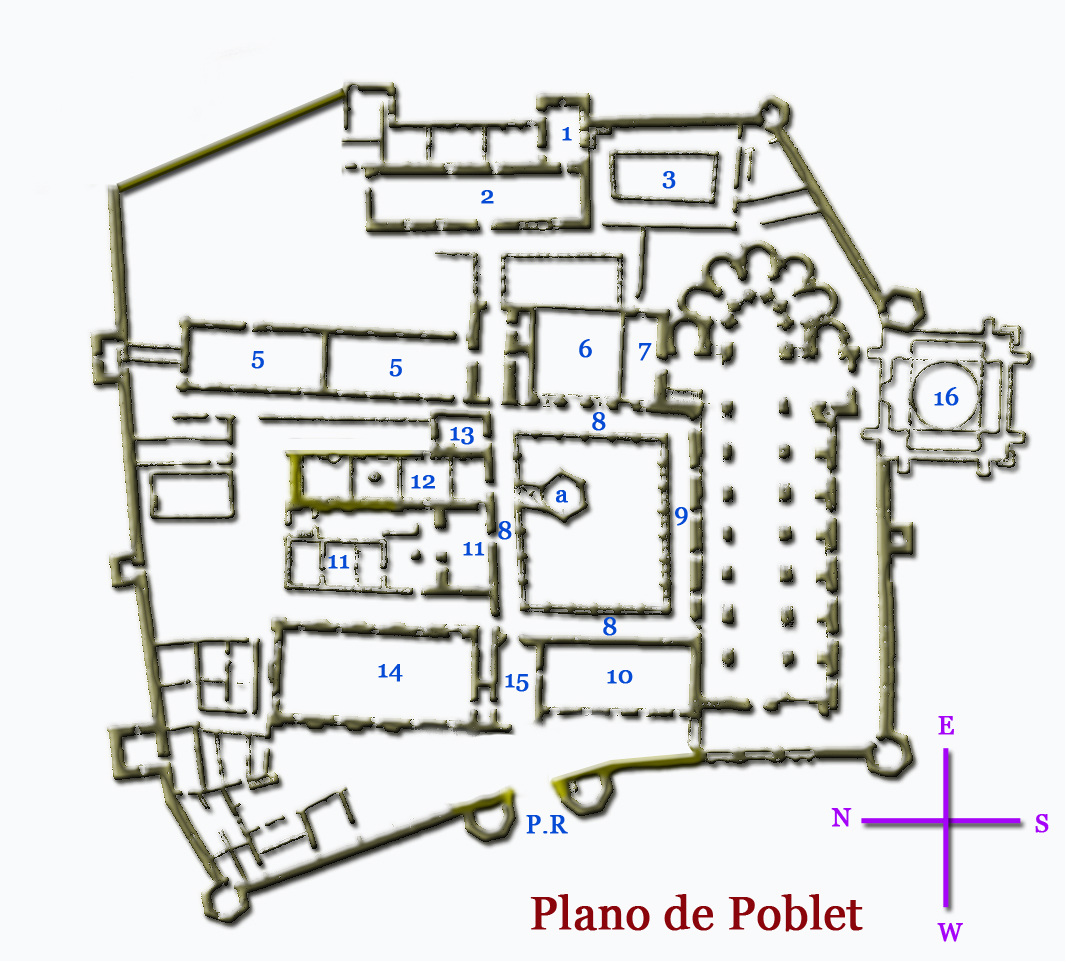
Plano de la clausura del monasterio de Poblet

A unos metros de la puerta barroca de acceso a la iglesia se encuentra la Puerta Real (P.R. en el plano) encajonada entre dos torres, cuyo aspecto recuerda las Torres de Serranos de Valencia. Este último recinto comprende todas las estancias del monasterio propiamente dicho, es decir, lo que fue la verdadera clausura. Está rodeado por una muralla de fortificación mandada construir por Pedro IV como protección, a raíz de haber ordenado que se dedicase en la iglesia un espacio a panteón real. Su mandato dice así:

Para custodia de las osamentas de los más gloriosos reyes que jamás fueron de la Casa de Aragón.

Dirigió las obras su lugarteniente fray Guillén de Agulló (1367-1382). La muralla tiene un perímetro de 608 m por 11 de alto y 2 de espesor; consta de almenas y aspilleras, más el camino de ronda propio de una muralla. La fortificación está defendida por 12 torres de planta poligonal. Dos de ellas son las que flanquean la Puerta Real; las dos que están en las esquinas a ambos lados de esta puerta fueron torres-cárceles. La torre que está pegada a la sacristía nueva (n.º 16 en plano) lleva el nombre de torre de las Hostias y la siguiente hacia el nordeste, de los Locos. Otras son conocidas como del Prior, del Aceite, del Rincón, de las Armas, de San Esteban, del Zapatero y del Cardenal.
La Puerta Real (P.R. en plano) es una construcción militar del siglo XIV. El hueco de la puerta es de arco de medio punto con grandes dovelas en cuya clave un ángel tenante presenta el escudo de la Corona con dos leones rampantes. A ambos lados se ven dos timbres del rey Pedro IV; en uno de ellos puede leerse en latín y con caracteres pequeños

Esta obra comenzó en tiempo de Pedro, rey de Aragón.

Por encima de la puerta están labrados los escudetes reales alternando con el del abad Guillermo Agulló (1361-1393), que fue su constructor.

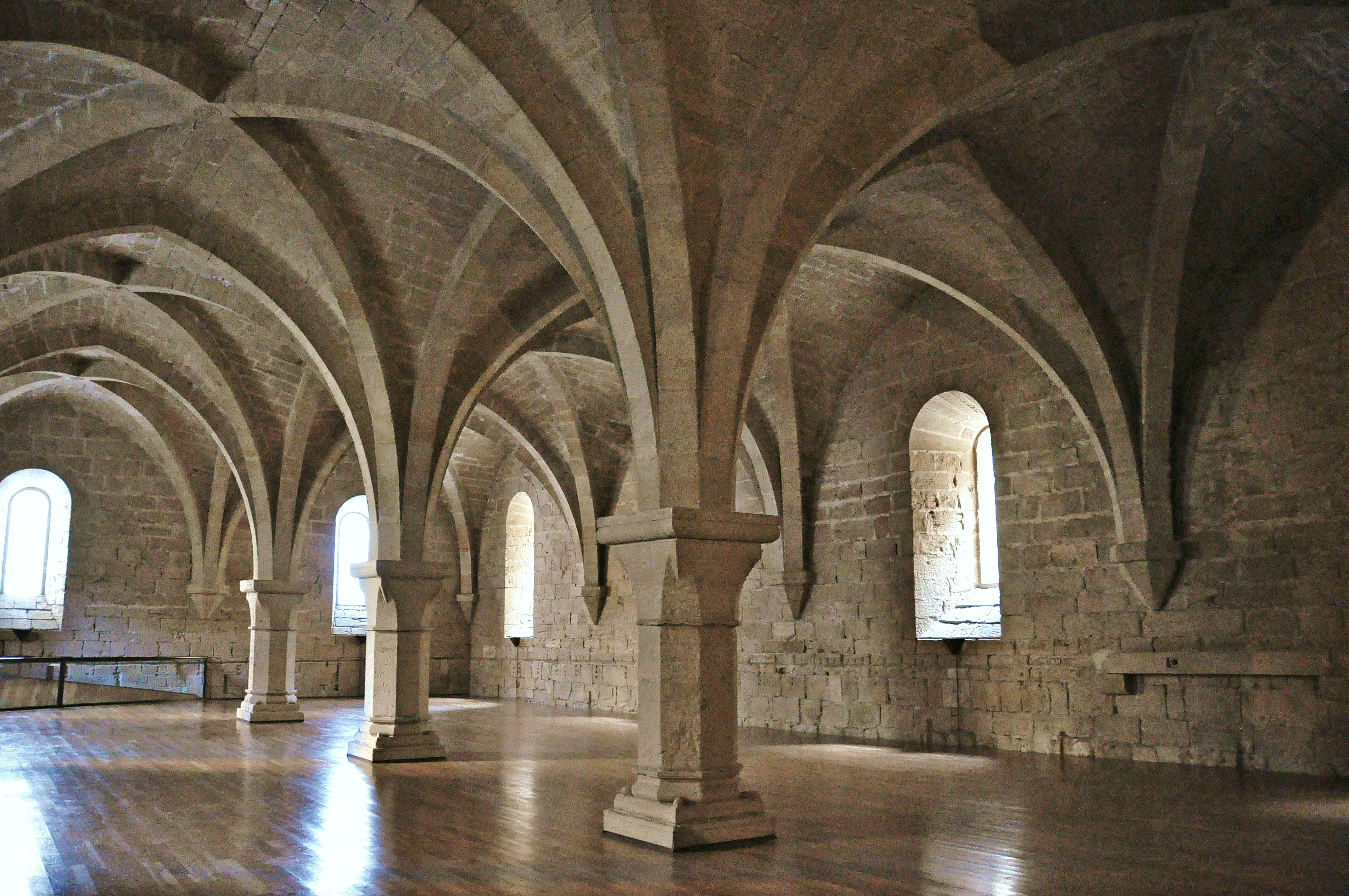
Antiguo comedor de conversos

Una vez traspasada la puerta, el visitante se encuentra a su izquierda con los vestigios de lo que fueron en su día las habitaciones de conversos y donados. Hacia la derecha unas escaleras en piedra conducen al palacio del rey Martín el Humano, de principios del siglo XV (destinado a museo en la actualidad). Frente a la Puerta Real se ve el atrio o vestíbulo del claustro (n.º 15 en plano), obra del abad Copons. A la izquierda del atrio están las bodegas (n.º 14 en plano), edificio que anteriormente fue comedor de legos o conversos. Sobre esta estancia se construyó en el siglo XIV el dormitorio de monjes jubilados. En 1983 se ubicó aquí el museo del la restauración del monasterio.
A la derecha de este atrio están los lagares del siglo XIII (n.º 10 en plano) que fueron en su origen el dormitorio de legos. El muro sur está pegado al muro norte de la iglesia. Dentro del atrio o vestíbulo se accede a la esquina de confluencia con la panda norte-oeste del claustro (n.º 8 en plano). y
Al este del recinto amurallado se encuentran las instalaciones más antiguas del siglo XII: capilla de San Esteban (n.º 1 en plano. El n.º 3 es el claustrillo de esta capilla) y enfermería (n.º 2 en plano). También se encuentran en esta zona las Cámaras Reales construidas en el siglo XIV sobre la muralla. En el ángulo nordeste se construyeron las habitaciones modernas de monjes jubilados.

## Descripción detallada

### La iglesia
Desde la puerta barroca abierta en el muro oeste de la muralla se accede al atrio o galilea de la iglesia (n.º 1 en plano) que debió construirse a finales del siglo XIII lo mismo que el rosetón abierto en el muro oeste, que proporciona luz a la nave central. El atrio se cubre con bóvedas de crucería. Tenía dos altares, uno del siglo XVI dedicado al Santo Sepulcro que se conserva restaurado y otro ofrecido a la Virgen de los Ángeles del que no queda ningún vestigio; en su lugar hay un Calvario gótico.
Se proyectó la construcción de la iglesia durante los reinados de Ramón Berenguer IV y Alfonso II de Aragón, en estilo románico, en tiempos del abad Hugo, hacia 1166. 

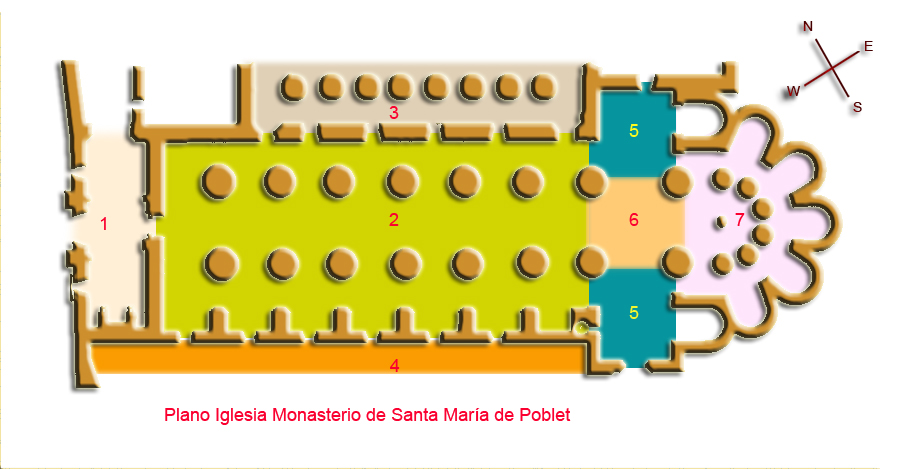
Planta de la iglesia

Tiene planta basilical con tres naves y crucero; las dos laterales son bastante más estrechas que la central. La nave norte (adosada al claustro) (n.º 3 en plano) es románica con bóveda de crucería; la nave central (n.º 2 en plano) es también románica pero su bóveda es de cañón apuntado; la nave sur es gótica, reconstruida por el abad Copons hacia 1330, al mismo tiempo que mandó abrir las siete capillas (n.º 4 en plano); también es de tiempo de este abad el gran cimborrio gótico, octogonal y de grandes ventanales, que fue restaurado entre 1979 y 1981. Alrededor del presbiterio discurre la girola (n.º 7 en plano) a la que se abren cinco capillas radiales. Las dos absidales de las esquinas tienen comunicación con el crucero (n.º 5 en plano).
Se conserva en el presbiterio la mesa de altar antigua que consiste en una gran piedra apoyada en cuatro pares de columnas románicas. El edificio actual guarda en su interior dos grandes tesoros: el retablo renacentista de Damián Forment y los sepulcros reales (n.º 6 en plano).

#### Retablo de Damián Forment
Retablo renacentista en alabastro de traza arquitectónica, obra de Damián Forment que lo ejecutó entre 1527-1529 a instancias del abad Pedro Caixal durante el reinado de Carlos I. 
El retablo fue colocado antes de la fecha prevista en el contrato. El escultor fue cobrando sin problemas los plazos contratados hasta que llegó el mes de mayo de 1530 en que aún se le debían 960 ducados. Nunca los pudo cobrar pues en junio de ese año el abad se vio envuelto en un escándalo de tipo económico y en un proceso que se le abrió. La comunidad se negó a seguir pagando los plazos que parecían excesivos, acusando al escultor de haber engañado al abad en el precio y de haberle sobornado con algunos regalos escultóricos. Forment presentó una demanda judicial pero todavía en el año 1570 su nieta Úrsula García reclamaba la deuda sin éxito.
En 1835, después de la exclaustración, el retablo sufrió destrozos y desperfectos. En 1940 se procedió a su restauración. Es un retablo realizado a lo romano, de traza arquitectónica renacentista con grutescos.

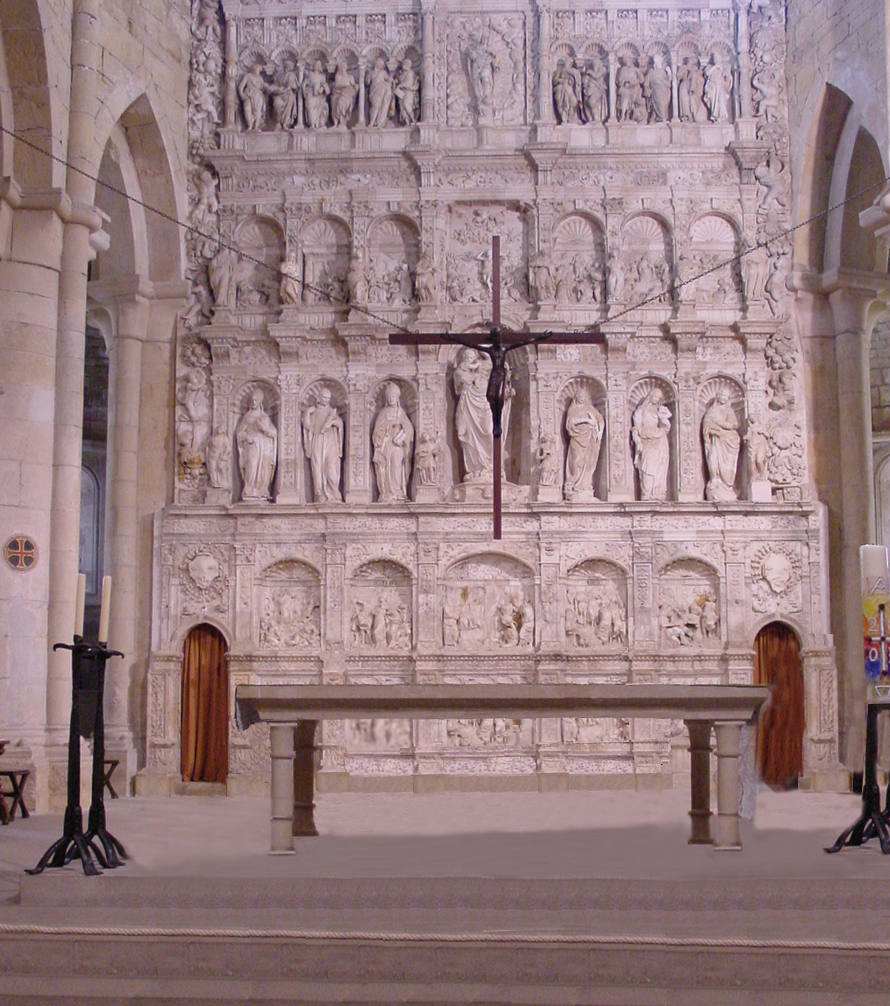
Retablo de Damián Forment. Delante en el centro, el altar románico

Está organizado en banco, sotabanco y tres cuerpos con tres calles distribuidas en superposición de órdenes, con un nuevo lenguaje clásico y con temas decorativos de frutas y guirnaldas en los extremos que sustituyen las antiguas polseras góticas. Esta obra supuso en el arte catalán la introducción de las formas renacentistas.
- Sotabanco: Altorrelieves con escenas de la Oración en el Huerto, Prendimiento, Flagelación, Jesús ante Pilatos y Caída camino del Calvario.
- Primer cuerpo: La Virgen con el Niño preside en el centro, con un tamaño mayor que las colaterales. A un lado y a otro, en hornacinas más pequeñas están las santas Colombina, Úrsula y Florentina y los santos Matías, Bernardo y Guillén.
- Segundo cuerpo: Altorrelieves con los Gozos de María.
- Tercer cuerpo: En el centro está la imagen de Jesús, a mayor tamaño que las otras de los Apóstoles.

Se corona con el ático que lleva la representación del Calvario.

### Sacristía
La primitiva sacristía (n.º 7 en el plano general) se ubicó en el emplazamiento de la capilla que durante un tiempo sirvió a los monjes mientras se construía la primera parte del gran templo. Es del siglo XII hecha en piedra de sillería cubierta con bóveda de cañón apuntada.
La sacristía nueva (n.º 16 en el plano general) es un edificio levantado en el extremo sur del crucero que sobresale de la muralla tomando parte de ella. Se construyó durante el mandato del abad Baltasar Sayol (1732-1736). Está cubierta por una amplia cúpula con su linterna. Estuvo bien decorada con obra de Joseph Flaugier Una gran cajonería se extendía a lo largo de las paredes, donde se guardaban valiosos ornamentos litúrgicos. Se restauró en 1984.

### El claustro

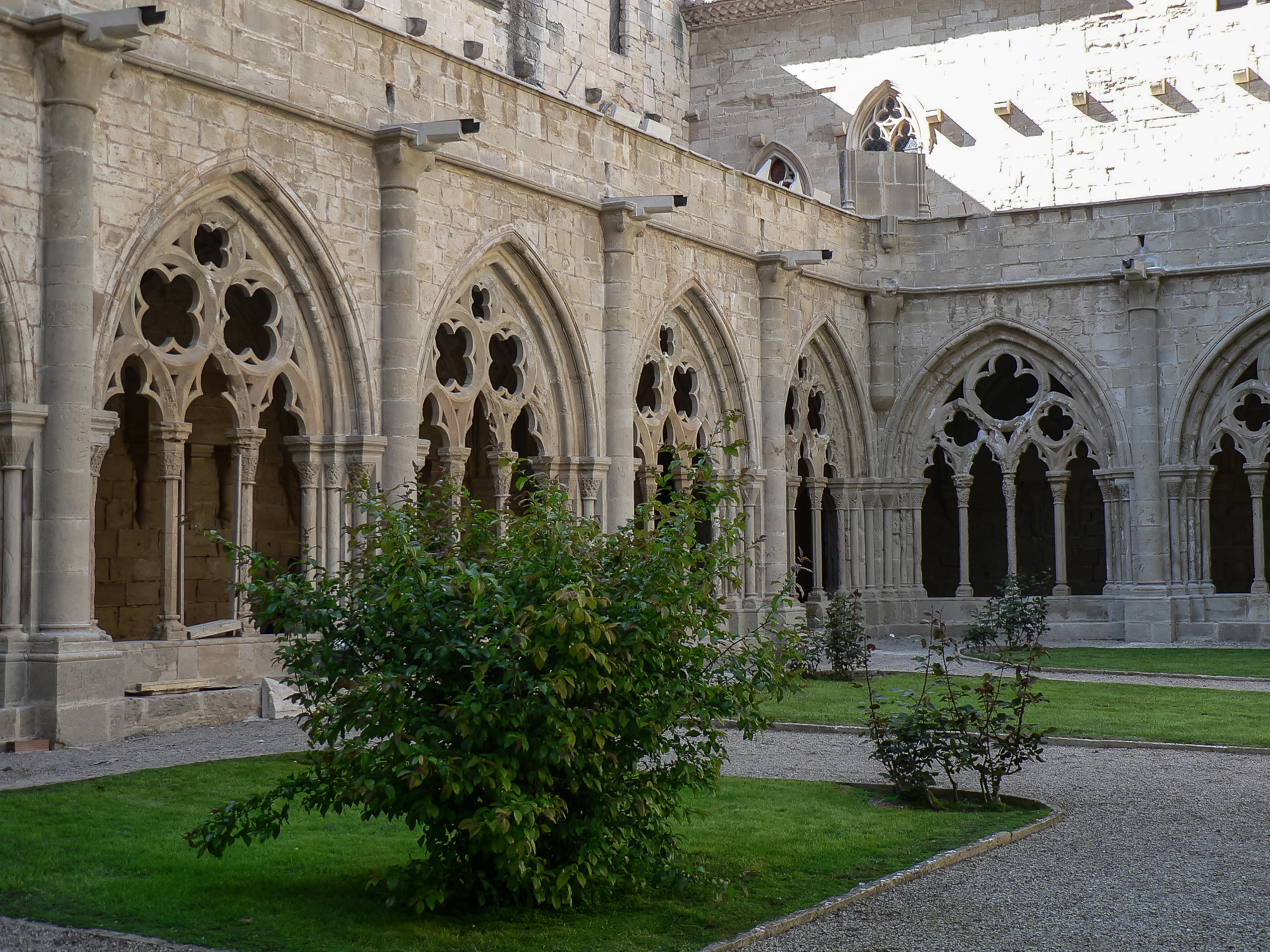
Arquerías del claustro

Está situado junto a la pared norte de la iglesia con la que se comunica por medio de una puerta románica. Fue construido en fases sucesivas, reemplazando incluso estancias anteriores como en el caso de la sala capitular. Se supone que hacia 1162-1163 estaría ya planteado a juzgar por la estructura de las bóvedas lisas y apuntadas, propias del primer císter. Su emplazamiento al norte de la iglesia, aunque no está fuera de normas, no es lo más habitual pues suelen colocarse junto al muro sur del templo. La sala capitular es de proporciones bastante considerables, cubierta con una magnífica bóveda de crucería. El refectorio lo tienen los monjes en uso mientras que la cocina (restaurada y amueblada) es un lugar que se visita y que sirve como ejemplo para conocer y aprender cómo eran estas piezas cistercienses. En el patio y frente al refectorio puede verse el templete del lavabo, cuya arquitectura es ya del siglo XIV, utilizando unos arcos bellos y proporcionados.
Tras los avatares y desdichas sufridas por el monasterio durante el siglo XIX y primeros años del XX, el claustro, debidamente restaurado, pone de manifiesto sus arquerías sencillas y bien proporcionadas de finales del siglo XII y principios del XIII.

### Otros claustros menores
El claustro o claustrillo de San Esteban o de la enfermería (n.º 3 en el plano), se encuentra dentro del recinto monástico, en el extremo este. Es de planta casi regular; en sus lados cortos tiene 4 y 5 arcos de medio punto y en los largos 8 y 9 pilares que carecen de capiteles. La ornamentación es muy simple con una imposta de motivos vegetales. El claustro ya existía en 1228 y fue reconstruido en el siglo XV.
El claustro del locutorio está pegando con la pared este de la sala capitular. Tiene capiteles de tradición románica pero las molduras de los arcos son ya góticas.

## Palacio del rey Martín el Humano

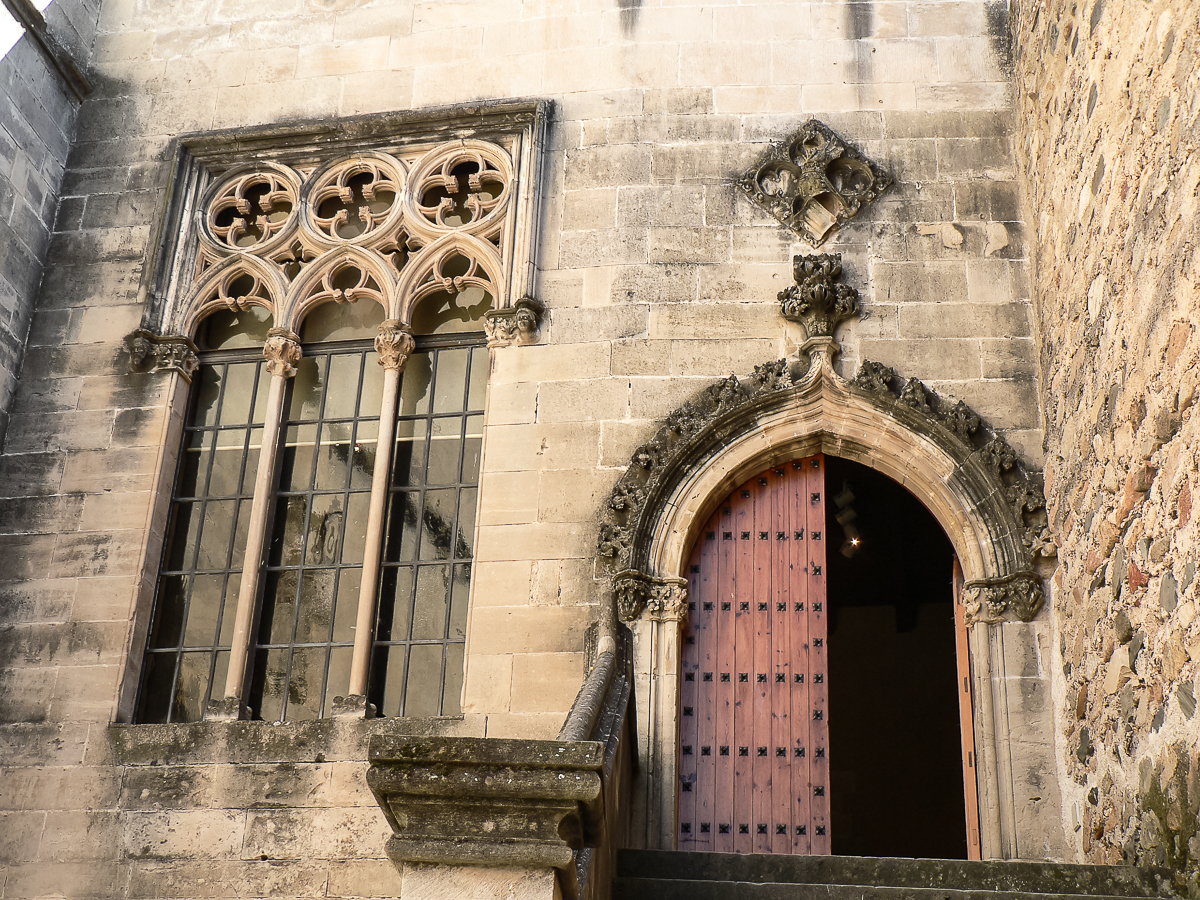
Palacio del rey Martín I de Aragón

Se encuentra dentro del tercer recinto, integrado entre las edificaciones anteriores del monasterio, ocupando las plantas superiores del atrio del claustro, lagares, paso al priorato y galilea o vestíbulo de la iglesia. Desde el punto de vista arquitectónico se le considera como una de las joyas del arte gótico civil en Cataluña. Fue mandado construir por el rey Martín I el Humano, comenzando las obras en 1397 y quedando sin concluir desde 1406. El maestro arquitecto fue Arnau Bargués, autor de la Casa del Consejo de Ciento de Barcelona. En 1966 se reanudaron las obras inconclusas además de llevar a cabo una buena restauración. Sirve de sede al museo del monasterio.

## Sepulcros reales

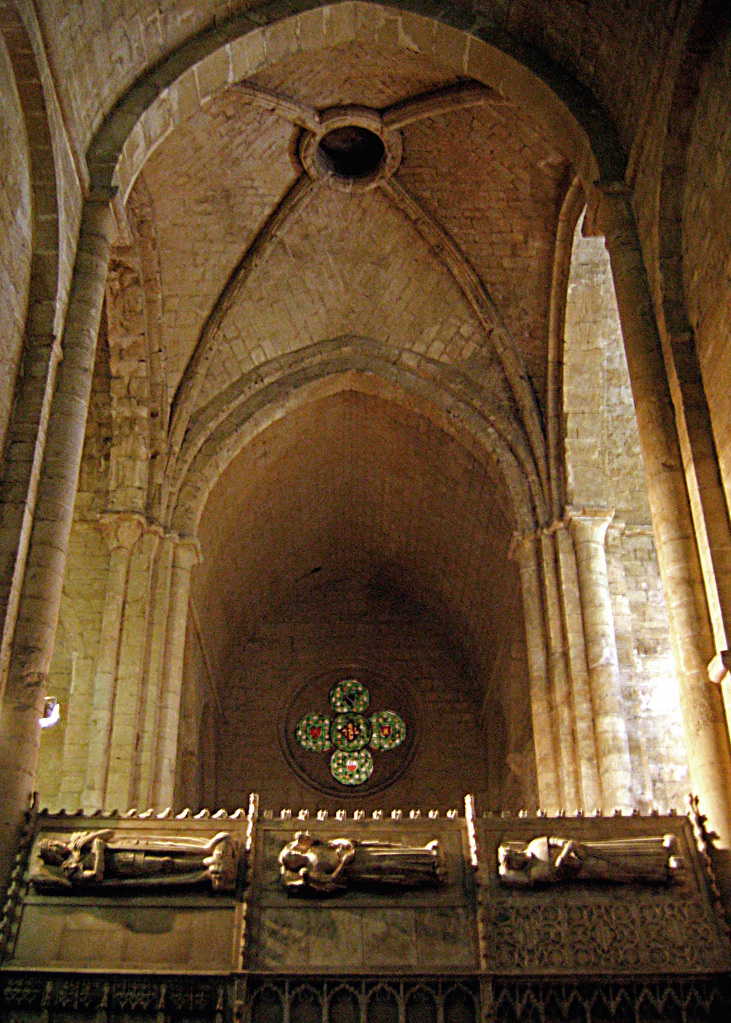
Sepulcros reales, lado del Evangelio

El monasterio de Santes Creus y el de Poblet son los guardianes de los panteones reales de los reyes de la Corona de Aragón. Fue Pedro IV el Ceremonioso, junto con el abad Copons en el año 1340, el que decidió hacer realidad los deseos de Alfonso II de convertir el monasterio en un panteón real. Se encargaron las obras al maestro Aloi, a Jaime Cascalls y también Jordi de Déu en el año 1380.

## Otros enterramientos
Tanto en la iglesia como en el claustro y en el exterior (siempre dentro de la clausura) existe una serie de enterramientos de personajes de la realeza, nobleza, magnates y abades.
En la iglesia
- Edmundo de la Croix, abad general, muerto en el priorato de Nazaret de Barcelona en 1604. Está enterrado al pie de la escalinata del presbiterio.
- Alfonso V de Aragón que fue depositado en una tumba con gran pedestal junto a los sepulcros reales, en el crucero, en el lado del Evangelio. Solo queda la base o pedestal restaurado.[e]
- Enrique de Trastámara, hermano del Magnánimo, conde de Alburquerque y duque de Villena. Su tumba, hoy desaparecida, estaba enfrente del anterior.
- Martín I de Aragón, enterrado en el extremo del crucero junto a la capilla de San Benito. Es obra nueva de Federico Marés, costeada por el Ayuntamiento de Barcelona.
- Hijos de Pedro IV, cuyos restos descansaron en los sepulcros situados en los muros laterales de la capilla de San Benito.
- Francisco Roures, obispo auxiliar del arzobispado de Tarragona, muerto en 1558, sepultado bajo una lápida sepulcral en el pavimento del crucero, en la parte norte.
- Juana de Aragón, condesa de Ampurias, hija de Pedro IV, muerta en 1384, enterrada en un sarcófago de piedra gótico policromado (quedan restos de policromía). Está situado simétrico al sepulcro de Martín el Humano, al otro lado del crucero, sobre una fuente o lavabo.
- Infantes hijos de Juan I de Aragón en pequeños sarcófagos sobre la puerta de la sacristía vieja.

En el claustro
Antiguos abades perpetuos fueron enterrados en el suelo de la sala capitular, bajo once grandes laudas de piedra. Llevan esculpida la heráldica de cada uno y algunos su nombre.
Otros lugares
El testamento fechado en 1212 de Elvira Núñez de Lara, esposa Ermengol VIII de Urgel, atribuye carácter funerario a la capilla de San Esteban donde existía una cámara subterránea que servía de pudridero a los cadáveres de la realeza..
Existen en Poblet una serie de sencillas cajas de piedra, algunas con la heráldica correspondiente labrada, otras sin ninguna inscripción, colocadas en el suelo junto al muro exterior de la iglesia, o en el cementerio de monjes y legos (situado alrededor del ábside, en el exterior). Son los enterramientos de nobles y magnates que pertenecían a la Hermandad o que profesaban como monjes, eligiendo el monasterio como lugar apropiado para su enterramiento. Así lo hicieron las casas de Cabrera, Montcada, Alcaraz, Boixadors, Granyena, Puigvert Montpahó, y alguna más. Otras eligieron la tierra llana en las capillas de la iglesia o las paredes de la galilea y del claustro, como las casas de Anglesola, Pons de Ribelles, Urgel, Cervera, Jorba, Timor, Guimerà y Copons.